# Документарни филм
Документарни филм, или документарац, је филмски жанр који има за циљ да документује стварност. Бил Николс је документарни филм окарактерисао у смислу „праксе снимања филмова, кинематографске традиције и начина пријема публике [који остаје] пракса без јасних граница“. Bрло често ce може наћи у облику кратког документарног филма, ради којих постоје многи филмски фестивали.

## Дефиниција документарног филма
Пољски писац и филмски стваралац Болеслав Матушевски био је међу онима који су идентификовали начин документарног филма. Написао је два најранија текста о филму Une nouvelle source de l'histoire (Нови извор историје) и La photographie animée (Анимирана фотографија). Оба су објављена 1898. на француском. Они су међу раним писаним радовима у којима се разматра историјска и документарна вредност филма. Матушевски је такође међу првим филмским ствараоцима који су предложили стварање филмске архиве за прикупљање и очување визуелних материјала.
Реч „документарни филм“ је први пут коришћена за филмове ове врсте у осврту за филм "Маона" који ја писао Џон Грирсон. Појам се појавио 8. фебруара 1926. У касним 1930-им Џон Грирсон пише есеј „Први принципи документарца“ у којем објашњава зашто Маона има документарну вредност. Његова дефиниција документарног филма је „креативни третман стварности“.  Ово је делимично прихваћена дефиниција која је изазвала филозофско питање о томе сме ли у документарном филму бити глуме на сцени. С друге стране, Дзига Вертов се залагао за презентацију „живота онаквим какав и јесте“, то јесте снимање без намештених сцена и живота којег је камера у ствари изненадила.
Грирсонови принципи документарног филма били су да се потенцијал биоскопа за посматрање живота може искористити у новој уметничкој форми; да су „оригинални” глумац и „оригинална” сцена бољи водичи од својих пандана из фикције за тумачење савременог света; и да материјали „тако преузети из сировог” могу бити стварнији од одглумљеног чланка. У том контексту, Грирсонова дефиниција документарног филма као „креативног третмана стварности“ добила је одређено прихватање, с тим што је ова позиција у супротности са провокацијом совјетског филмског редитеља Џиге Вертова да представи „живот какав јесте“ (тј. живот снимљен потајно) и „живот затечен несвесно“ (живот изазван или изненађен камером).
Амерички филмски критичар Паре Лоренц дефинише документарни филм као „фактографски филм који је драматичан.“ Други даље наводе да се документарни филм издваја од осталих врста нефикционих филмова по томе што даје мишљење и специфичну поруку, заједно са чињеницама које износи. Научница Бетси Меклејн је тврдила да је документарац намењен филмским ствараоцима да пренесу своје ставове о историјским догађајима, људима и местима које сматрају значајним. Стога, предност документарних филмова лежи у увођењу нових перспектива које можда нису преовлађујуће у традиционалним медијима као што су писане публикације и школски програм.

## Историја

### Пре 1900.
У раном филму (пре 1900) доминирала је новина приказивања догађаја. Били су то појединачни тренуци снимљени на филму: воз који улази у станицу, пристајање чамца или радници у фабрици напуштају посао. Ови кратки филмови називани су филмовима „стварности“; Термин „документарни филм“ није скован све до 1926. Многи од првих филмова, попут оних које су снимили Огист и Луј Лумијер, били су по минут или мање дуги, због технолошких ограничења (пример на Јутјубу).
У мају 1896, Болеслав Матушевски снимио је на филму неколико хируршких операција у болницама у Варшави и Санкт Петербургу. Године 1898. француски хирург Ежен-Луј Доајен позвао је Болеслава Матушевског и Клемана Мориса и предложио им да сниме његове хируршке операције. Они су у Паризу започели серију хируршких филмова негде пре јула 1898. године. До 1906. године, године његовог последњег филма, Доајен је забележио више од 60 операција. Доајен је рекао да су га његови први филмови научили како да исправи професионалне грешке којих није био свестан. У научне сврхе, после 1906. Доајен је спојио 15 својих филмова у три компилације, од којих су две из серијала од шест филмова преживеле, Extirpation des tumeurs encapsulées (1906) и четири филма Les Opérations sur la cavité crânienne (1911). Ови и пет других Доајенових филмова су сачувани.
Између јула 1898. и 1901. године, румунски професор Георг Маринеску снимио је неколико научних филмова у својој неуролошкој клиници у Букурешту: Проблеми с ходом органске хемиплегије (1898), Проблем с ходом органских параплегичара (1899), Случај хистеричне хемиплегије кроз хипнозу (1899), Проблеми с ходом прогресивне локомоционе атаксије (1900) и Болести мишића (1901). Сви ови кратки филмови су сачувани. Професор је своје радове назвао „проучавањем уз помоћ кинематографа“, а резултате је, заједно са неколико узастопних кадрова, објавио у издањима часописа La Semaine Médicale из Париза, између 1899. и 1902. године. Године 1924, Огист Лумијер је препознао заслуге Маринескуових научних филмова: „Видео сам ваше научне извештаје о употреби кинематографа у проучавању нервних болести, када сам још примао La Semaine Médicale, али тада сам имао друге бриге, што ми није остављало слободног времена да започнем биолошка проучавања. Морам рећи да сам заборавио те радове и захвалан сам вам што сте ме подсетили на њих. Нажалост, није много научника пратило ваш пут."

## Модерни документарни филм
Зараде на документарним филмовима у последње време су велике, посебно се истичу филмови попут Фаренхајт 9/11 или Марш пингвина. Ови филмови обично имају мањи буџет него играни филмови и због тога су привлачни филмским компанијама. Тренутни рекордер у заради је Фаренхајт 9/11 који је зарадио 228 милиона америчких долара на улазницама и продао више од 3 милиона DVD-ова.
Природа документарног филма се изменила у задњих 20 година. И комерцијални успех ових филмова дугује овој промени у начину изношења приче. Али ова промена је подигла питање попут: „Могу ли овакви филмови бити сматрани документарним?“. Осим ове промене у нарацији значајно је и то што филмови излазе и на DVD-у иако немају своје биоскопске премијере. Ово је омогућило профитабилно снимање документарних филмова и о мање познатим историјским особама.
Модерни документарни филм се у некој мери поклапа и са телевизијским формама „ријалити ТВ“-а које се граниче са документарним али и сниманим, тј. играним филмом. Снимање документарних емисија одаје да су ови филмови ближи рекламама него класичним документарцима. Нове камере, али и рачунарска техника је омогућила снимање места и ситуације које су пре могле бити забележене само уз велики труд и материјални трошак.